# Луїс де Соуса Феррейра
Луїс Еміліо де Соуса Феррейра Хубі (ісп. Luis Emilio de Souza Ferreira Huby, 6 жовтня 1908, Ліма, Перу — 29 вересня 2008, Ла-Пунта, Перу) — перуанський футболіст бразильського походження, що грав на позиції нападника, зокрема, за клуб «Універсітаріо де Депортес», а також національну збірну Перу. За фахом, інженер-будівельник.
Дворазовий чемпіон Перу. 

## Клубна кар'єра
Народився 6 жовтня 1908 року в місті Ліма. Вихованець футбольної школи клубу «Універсітаріо де Депортес». Футбольну кар'єру розпочав 1926 року в основній команді того ж клубу, кольори якої і захищав протягом усієї своєї кар'єри гравця, що тривала дев'ять років.  Більшість часу, проведеного у складі «Універсітаріо де Депортес», був основним гравцем атакувальної ланки команди. У складі «Універсітаріо де Депортес» був одним з головних бомбардирів команди, маючи середню результативність на рівні 0,87 голу за гру першості.
Входив до складу «Перу-Чилі XI», команди перуанських і чилійських футболістів «Альянса Ліми», «Атлетіко Чалако», «Коло-Коло» і «Університаріо де Депортес», які зіграли 39 матчів у Європі з вересня 1933 по березень 1934 року.

## Виступи за збірну
У складі збірної брав участь в чемпіонату світу 1930 року в Уругваї, де зіграв в матчах з Румунією (1:3) і з Уругваєм (0:1). 
Став автором першого гола перуанської збірної на мундіалях, забивши румунам на 75-й хвилині зустрічі. На 80-й хвилині тієї ж гри отримав травму і був, всупереч правилам і за допомогою обману офіційних осіб, замінений на Лісардо Нуе.
Помер 29 вересня 2008 у місті Ла-Пунта, не доживши до 100-річного ювілею трохи більше тижня.

## Титули і досягнення
- Чемпіон Перу (2):

«Універсітаріо де Депортес»: 1929, 1934